# Sílvia Soler Espinosa
Sílvia Soler Espinosa (ur. 19 listopada 1987 w Elche) – hiszpańska tenisistka.

## Kariera tenisowa
Zawodniczka występująca głównie w turniejach rangi ITF. Swój pierwszy mecz, zaliczany do rozgrywek ITF, rozegrała w 2002 roku w Mollerussa w Hiszpanii, gdzie wygrała w pierwszej rundzie kwalifikacji z rodaczką Alicią Ramirez-Navarro. Pierwszy turniej w karierze wygrała pięć lat później, w Portugalii, pokonując w finale Holenderkę Romanę Janshen. W sumie wygrała pięć turniejów singlowych rangi ITF.
W 2011 roku wygrała kwalifikacje do turnieju wielkoszlemowego, French Open, pokonując takie zawodniczki jak: Julja Gluszko, Chang Kai-chen, Witalija Djaczenko i po raz pierwszy w karierze zagrała w turnieju głównym. W pierwszej rundzie pokonała Rosjankę Jelenę Wiesninę. Kilka miesięcy później udanie przeszła kwalifikacje do US Open, w których bez straty seta wygrała trzy mecze (pokonała Sally Peers, Elicę Kostową oraz Stéphanie Dubois) i awansowała do fazy głównej. W pierwszej rundzie wygrała z Kimiko Date, pokonując ją w dwóch setach, zakończonych tie-breakami. W drugiej rundzie okazała się lepsza od Estonki Kai Kanepi i awansowała do trzeciej rundy, na której jednak zakończyła rozgrywki, przegrywając z rodaczką Carlą Suárez Navarro. Zaraz po występach w Wielkim Szlemie wygrała duży turniej ITF (100 000 $) w Sofii, pokonując w finale Rominę Oprandi, a tydzień później ponownie zagrała w finale podobnego turnieju, tym razem we francuskim Saint-Malo, przegrywając z Soraną Cîrsteą.
W sezonie 2014 Hiszpanka osiągnęła pierwszy finał zawodów deblowych cyklu WTA Tour. We Florianópolis w parze z Francescą Schiavone przegrały z Anabel Mediną Garrigues i Jarosławą Szwiedową 6:7(1), 6:2, 3–10. W maju tego roku osiągnęła też pierwszy finał singlowy – w Strasburgu przegrała 4:6, 3:6 z Móniką Puig.
W 2016 roku wystąpiła w kolejnym singlowym finale, w Bogocie, lecz uległa w nim Irinie Falconi.
W 2020 roku poinformowała o zakończeniu kariery zawodowej.

## Finały turniejów WTA
| Legenda                     | Legenda |
| --------------------------- | ------- |
| Wielki Szlem                |         |
| Igrzyska olimpijskie        |         |
| WTA Tour Championships      |         |
| 2009 – 2020                 |         |
| WTA Premier Mandatory       |         |
| WTA Premier 5               |         |
| WTA Premier                 |         |
| WTA International Series    |         |
| WTA 125K series (2012–2020) |         |

### Gra pojedyncza 2 (0–2)
| Końcowy wynik | Nr | Data             | Turniej   | Nawierzchnia | Przeciwniczka | Wynik finału  |
| ------------- | -- | ---------------- | --------- | ------------ | ------------- | ------------- |
| Finalistka    | 1. | 24 maja 2014     | Strasburg | Ceglana      | Mónica Puig   | 4:6, 3:6      |
| Finalistka    | 2. | 17 kwietnia 2016 | Bogota    | Ceglana      | Irina Falconi | 2:6, 6:2, 4:6 |

### Gra podwójna 2 (1–1)
| Końcowy wynik | Nr | Data             | Turniej       | Nawierzchnia | Partnerka           | Przeciwniczki                               | Wynik finału      |
| ------------- | -- | ---------------- | ------------- | ------------ | ------------------- | ------------------------------------------- | ----------------- |
| Finalistka    | 1. | 28 lutego 2014   | Florianópolis | Twarda       | Francesca Schiavone | Anabel Medina Garrigues Jarosława Szwiedowa | 6:7(1), 6:2, 3–10 |
| Zwyciężczyni  | 1. | 23 sierpnia 2014 | New Haven     | Twarda       | Andreja Klepač      | Marina Erakovic Arantxa Parra Santonja      | 7:5, 4:6, 10–7    |

## Finały turniejów WTA 125K series

### Gra podwójna 1 (0–1)
| Końcowy wynik | Nr | Data            | Turniej | Nawierzchnia | Partnerka        | Przeciwniczki                   | Wynik finału |
| ------------- | -- | --------------- | ------- | ------------ | ---------------- | ------------------------------- | ------------ |
| Finalistka    | 1. | 10 czerwca 2018 | Bol     | Ceglana      | Barbora Štefková | Mariana Duque Mariño Wang Yafan | 3:6, 5:7     |

## Wygrane turnieje rangi ITF
| turnieje z pulą nagród 100 000 $   |
| turnieje z pulą nagród 75/80 000 $ |
| turnieje z pulą nagród 50/60 000 $ |
| turnieje z pulą nagród 25 000 $    |
| turnieje z pulą nagród 15 000 $    |
| turnieje z pulą nagród 10 000 $    |

### Gra pojedyncza
|    | Data       | Turniej        | ($)     | Naw.   | Finalistka      | Wynik          |
| 1. | 25/11/2007 | Beloura-Sintra | 25 000  | ziemna | Romana Janshen  | 7:6, 7:6       |
| 2. | 27/09/2009 | Madryt         | 25 000  | twarda | Iryna Buriaczok | 6:3, 6:4       |
| 3. | 27/06/2010 | Getxo          | 25 000  | ziemna | Sarah Gronert   | 6:2, 6:1       |
| 4. | 18/09/2011 | Sofia          | 100 000 | ziemna | Romina Oprandi  | 2:6, 6:6 krecz |
| 5. | 03/07/2016 | Rzym           | 50 000  | ziemna | Laura Pous Tió  | 2:6, 6:4, 7:5  |